# Wahlen 1924
◄◄ | ◄ | 1920 | 1921 | 1922 | 1923 | Wahlen 1924 | 1925 | 1926 | 1927 | 1928 | ► | ►►

Weitere Ereignisse
Folgende Wahlen fanden 1924 statt:

## Afrika
- am 12. Januar die Parlamentswahl in Ägypten 1924

## Europa
- am 1. und 2. April die Parlamentswahl in Finnland
- am 6. April die Parlamentswahlen in Italien
- am 6. April und 4. Mai die Landtagswahl in Bayern 1924, zugleich Volksabstimmung[1]
- am 11. April die Folketingswahl 1924 in Dänemark
- am 4. Mai in Deutschland die Reichstagswahl Mai 1924
- am 11. und 25. Mai die Wahl zur Abgeordnetenkammer in Frankreich, siehe Gaston Doumergue#Präsidentschaft 1924 bis 1931
- am 9. und 19. Juni die Wahl zum Parlament in Malta
- im September die Wahl zum Schwedischen Reichstag
- am 21. Oktober die Parlamentswahl in Norwegen
- am 26. Oktober die Bürgerschaftswahl in Hamburg
- am 29. Oktober die Britische Unterhauswahl
- am 7. Dezember in Deutschland die Reichstagswahl Dezember 1924
- am 7. Dezember in Deutschland die Landtagswahl im Volksstaat Hessen 1924

## Amerika
- am 4. November:
  - Präsidentschaftswahl in den Vereinigten Staaten 1924
  - Wahl zum Senat der Vereinigten Staaten 1924